# Catriel (Río Negro)
Catriel es una ciudad argentina situada en el extremo norte de la provincia de Río Negro, en el departamento General Roca. Nacida como colonia pastoril, en la década de 1960 del siglo XX, a causa del descubrimiento y explotación de yacimientos petrolíferos inició un acelerado crecimiento demográfico. Catriel es conocida como "La Puerta Norte de la Patagonia" (por su posición geográfica en una de las rutas más transitadas de la región) y como "Capital Provincial del Petróleo" (en relación con su principal actividad económica).

## Ubicación
La ciudad se encuentra sobre la margen derecha del río Colorado, en el norte del departamento General Roca. Es una localidad limítrofe con la provincia de La Pampa, con fuertes vínculos con las provincias de Neuquén y el sur de Mendoza
| Malargüe                       | 25 de Mayo                           | 25 de Mayo          |
| Rincón de los Sauces           |                                      | Casa de Piedra      |
| San Patricio del Chañar; Añelo | Contralmirante Cordero; Cinco Saltos | Allen; General Roca |

Las distancias con las principales ciudades de la provincia y capitales son las siguientes 
| Viedma (capital provincial) | 679 km  | RN 22 y RN 250  |
| Buenos Aires                | 1034 km | RN 205          |
| Neuquén Capital             | 137 km  | RN 151          |
| Mendoza Capital             | 691 km  | RN 151 y RN 143 |
| San Carlos de Bariloche     | 560 km  | RN 237          |
| General Roca                | 175 km  | RN 151, RN 22   |

La ubicación original de la Colonia Catriel, era 24 km al oeste del actual ejido urbano.
Según el Decreto N.º 1285, de 9 de octubre de 1959: "Art.1.º- Asignase como ejido para el Municipio de Colonia Catriel la superficie de once mil cuarenta y tres hectáreas(11043). Comprendidas dentro de los siguientes límites: al este al río Colorado; al oeste parte de la sección XXV, Fracción A de la Colonia Fiscal Catriel constituida por los lotes N.º 84, 85. 108, 109 y 132; al norte, parte norte de los lotes 1, 2, 3, 4, 5, 6, 7, 8, 29 y 33 de la subdivisión del lote 7, formado por una línea de 10 000 metros de oeste a este, otra de 1000 metros de sur a norte lindando con el lote 7 y desde este último punto una última línea de 5.000 metros hacia el este hasta el río Colorado lindando por esta última con parte del lote 6 de la misma Sección y Fracción o sea la parte norte del campo propiedad de Wilfreda de Agar Machintosh y por el sud con resto del lote 14 de la Sección y Fracción, constituida por el lado Norte del campo propiedad de Julio y Guillermo Uriburu y Medici y Guillermina Medici de Uriburu, todo de acuerdo al plano agregado al citado expediente.

## Gobierno

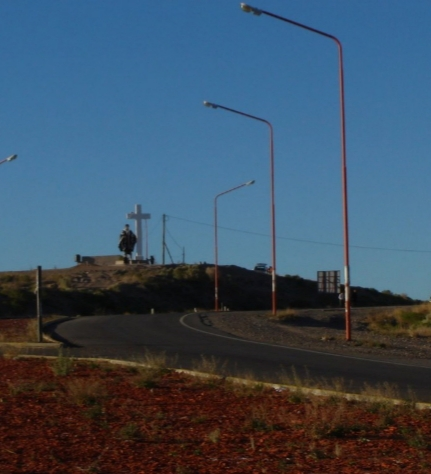
Acceso norte a la ciudad de Catriel, con la estatua del Ceferino Namuncurá.

Listado de Intendentes
| 1981 - 1983 | Eduardo Ignacio Garro    | Gobierno militar                                                  |
| 1983 - 1987 | Enrique Uranga           | Unión Cívica Radical - UCR                                        |
| 1987 - 1989 | Eduardo Garro            | Partido Provincial Rionegrino -PPR                                |
| 1989 - 1991 | Alberto Carlos Gattás    | Partido Justicialista - PJ                                        |
| 1991 - 1995 | María Rosa Iémolo        | Unión Cìvica Radical - UCR                                        |
| 1995 - 1999 | María Rosa Iémolo        | Alianza por la Patagonia (UCR-PPR-MID-PDC)                        |
| 1999 - 2003 | María Rosa Iémolo        | Alianza para el Trabajo, la Justicia y la Educación (UCR-FrePaSo) |
| 2003 - 2007 | María Rosa Iémolo        | Concertación para el Desarrollo (UCR-MID)                         |
| 2007 - 2011 | María Rosa Iémolo        | Concertación para el Desarrollo (UCR-MID)                         |
| 2011 - 2015 | Carlos Alberto Johnston  | Movimiento Vecinal de Integración y Cambio - MoVIC                |
| 2015 - 2019 | Carlos Alberto Johnston  | Movimiento Vecinal de Integración y Cambio - MoVIC                |
| 2019 - 2023 | Viviana Elsa Germanier   | Movimiento Vecinal de Integración y Cambio - MoVIC                |
| 2023 - 2027 | Daniela Silvana Salzotto | Unión por la Patria                                               |

## Clima

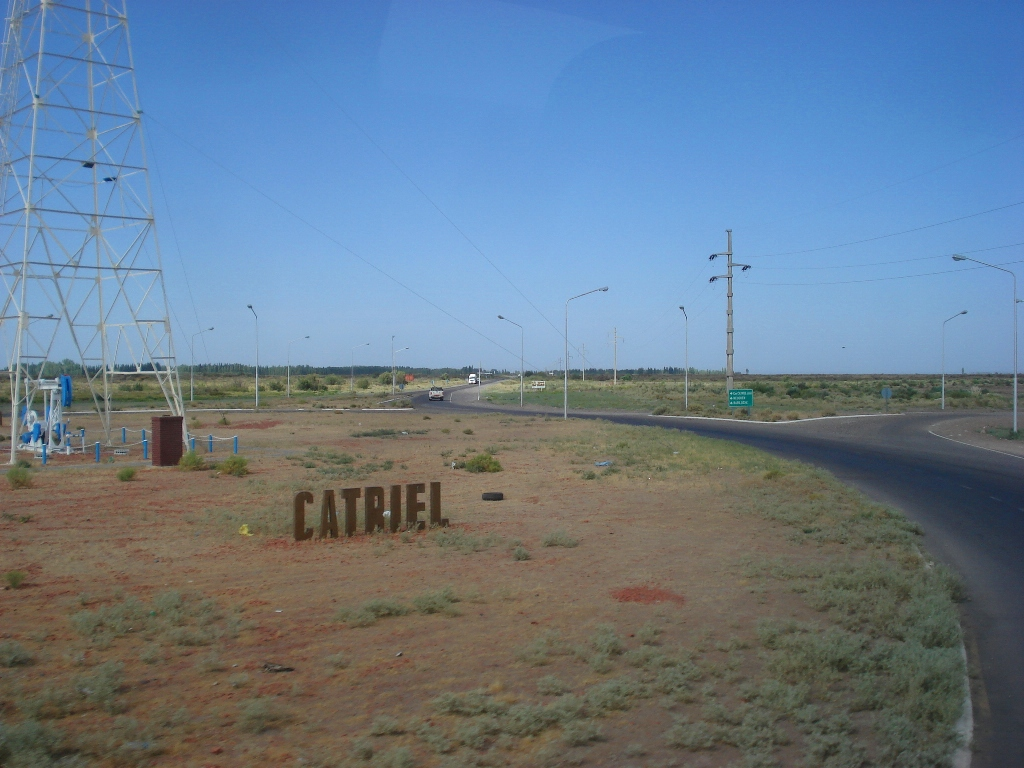
Ingreso a la ciudad de Catriel por ruta nacional 151 y provincial 6.

El clima es Árido de tipo continental, con período libre de heladas menor a 150 días. Se caracteriza por la escasez de precipitaciones y los fuertes vientos. La altitud media es de 300 m s. n. m.

## Economía
Originalmente era una colonia agrícola ganadera, hoy la actividad económica se centra en el sector primario, sobre todo, en la extracción de petróleo. Esta actividad se desarrolla desde noviembre de 1959, cuando en una exploración se descubre petróleo en el pozo "RCO XI" de la empresa estatal Yacimientos Petrolíferos Fiscales. Actualmente es el municipio con mayor extracción de petróleo en la provincia.[cita requerida]
Cada año, entre el 29 y 30 de noviembre, se desarrolla la Fiesta Provincial del Petróleo, con exposiciones, artistas locales e invitados.

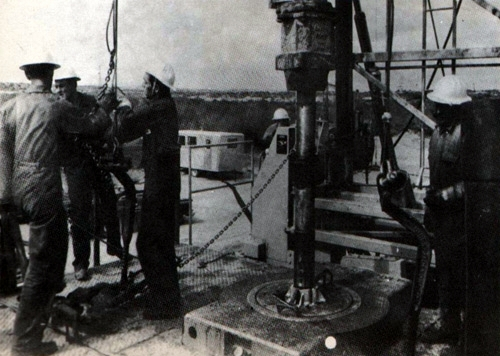
Perforación en Catriel Oeste en 1967

## Educación
La ciudad cuenta con cinco instituciones de educación inicial, siete escuelas de educación primaria y cinco de educación secundaria. 
Además, en nivel superior, el CENT N 44 dicta carreras terciarias relacionadas con la actividad petrolera, como seguridad e higiene, logística y transporte, entre otras. También el IFDC (Instituto de Formación Docente Continua) cuenta con la carrera de profesorado de nivel inicial.  
Con respecto a la educación universitaria la ciudad cuenta con convenios con la Universidad Tecnológica Nacional y el Instituto Universitario Patagónico de las Artes. A esta oferta se suma la presencia de la Universidad Empresarial Siglo 21 con carreras a distancia.

## Población
La ciudad de Catriel, provincia de Río Negro, en el censo 2022 arrojó 9378 viviendas con una población estable de 24 202 habitantes respecto al censo del 2010. Los resultados definitivos del censo 2010 arrojaron que el municipio posee 17 584 habitantes. Este dato incluye los barrios rurales alejados de la aglomeración principal y población dispersa. La tasa de crecimiento demográfico con respecto al censo 2001 es 1,92%. En dicho censo el municipio contaba con 15 169 habitantes.
En el periodo intercensal 2010 a 2022, la ciudad tuvo un fuerte crecimiento del 25,6 por ciento, uno de los mayores de la provincia..En censos anteriores su población ha sido de 18,032 habitantes (Indec, 2010),que a su vez fue un incremento del 19% frente a los 14,720 habitantes (Indec, 2001) del anterior.
| Gráfica de evolución demográfica de Catriel entre 1991 y 2022 |
|                                                               |
| Fuente: Censos nacionales del INDEC                           |

## Parroquias de la Iglesia católica en Catriel
| Diócesis  | Alto Valle del Río Negro |
| --------- | ------------------------ |
| Parroquia | Cristo Obrero            |